# Dolenja Dobrava (gmina Gorenja vas-Poljane)
Dolenja Dobrava – wieś w Słowenii, w gminie Gorenja vas-Poljane. W 2018 roku liczyła 186 mieszkańców.